# San Giuliano Terme
San Giuliano Terme är en ort och kommun i provinsen Pisa i regionen Toscana i Italien. Kommunen hade 31 195 invånare (2018).